# Vilar Formoso
Vilar Formoso is een plaats (freguesia) in de Portugese gemeente Almeida en telt 2 481 inwoners (2001). Samen met de Spaanse buurgemeente Fuentes de Oñoro vormt het een grensovergang tussen Spanje en Portugal. 

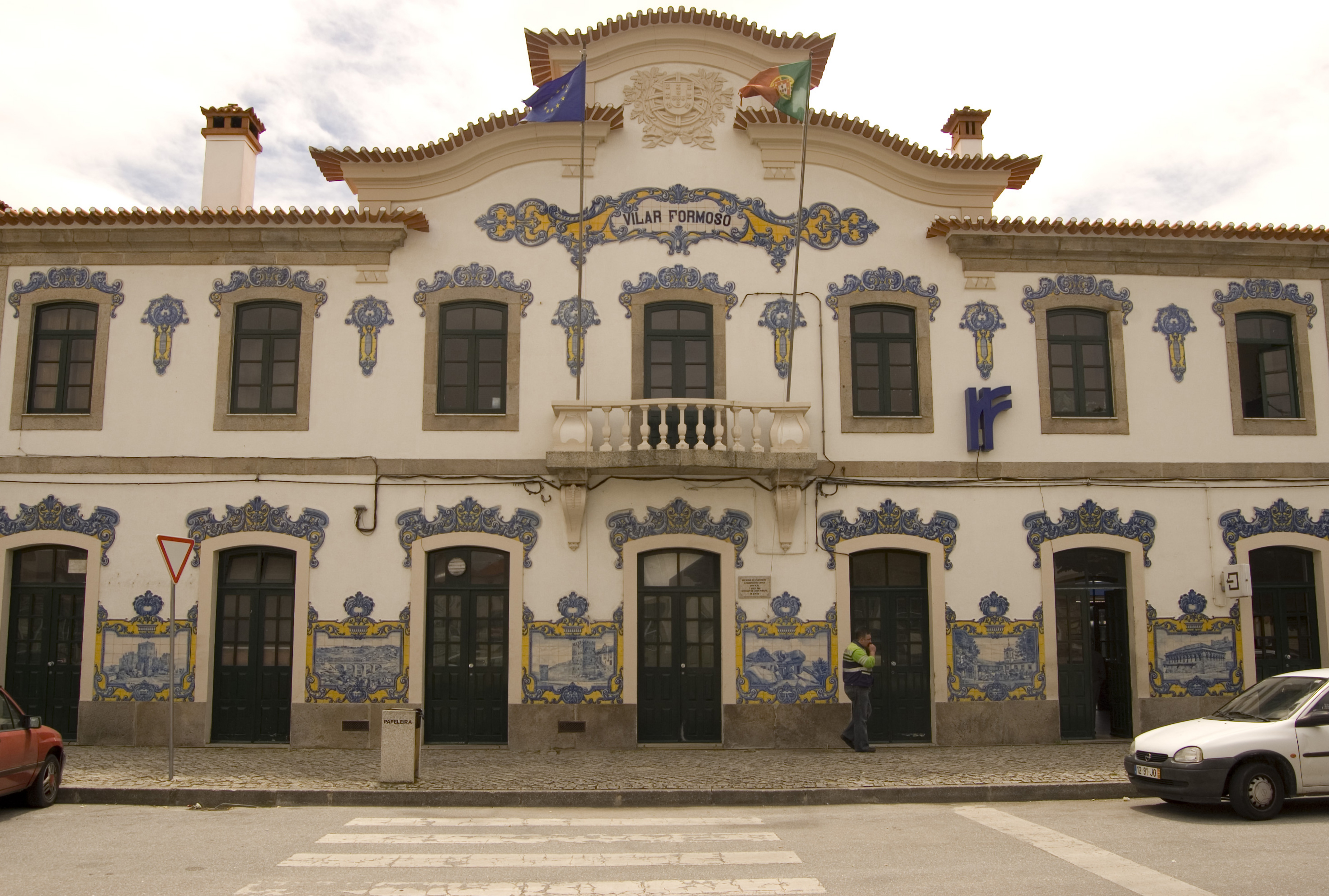
Station